# Mini Beiz, dini Beiz
Mini Beiz, dini Beiz war eine von 2014 bis 2019 laufende Doku-Soap auf SRF 1, die als Wettbewerb mit Testessen zwischen fünf Stammgästen verschiedener Restaurants ablief. Das Format orientierte sich dabei in groben Zügen am deutschen Pendant Mein Lokal, dein Lokal, welches auf kabel eins ausgestrahlt wird. „Beiz“ bedeutet in der Schweiz umgangssprachlich so viel wie „Kneipe“. Dennoch durfte vom Sternerestaurant bis zum einfachen Dorfrestaurant und von der traditionellen bis zur innovativen Küche jeder bei der Sendung mitmachen.
Im November 2018 gab SRF bekannt, dass das Format per Anfang 2019, nach rund 800 porträtierten Restaurants, eingestellt werde. Am Samstag, 5. Januar 2019, bildete ein Prominenten-Spezial den definitiven Abschluss der Sendereihe. Als Nachfolgeformat wurde die Sendung Mini Schwiiz, dini Schwiiz angekündigt, welche von 2019 bis 2021 auf dem gleichen Sendeplatz lief. Ende 2021 wurde Mini Schwiiz, dini Schwiiz ebenfalls eingestellt und durch die Sendung Mini Chuchi, dini Chuchi ersetzt, die inhaltlich an die auf Vox laufende Sendung Das perfekte Dinner angelehnt ist.

## Konzept
Fünf Stammgäste treffen sich an je einem Tag der Woche im Lieblingsrestaurant eines Mitstreiters. Dieser hat die Aufgabe, seine Konkurrenten davon zu überzeugen, dass sein Lokal das beste ist. Der Stammgast erstellt zusammen mit einem Restaurantvertreter ein perfektes Menu. Dabei werden in der Regel ein Apéro, eine Vorspeise und ein Hauptgang oder als Alternative zur Vorspeise eine Nachspeise serviert.
Der Zuschauer erhält im Verlauf der Sendung einen umfassenden Einblick in den Restaurationsbetrieb. Neben dem Geschehen in den Gasträumlichkeiten wird auch die Zubereitung der Menus in der Küche festgehalten. Außerdem erfährt man mehr über die Beziehung vom Stammgast zum Restaurant und was das Lokal für ihn so besonders macht. Jeder Abend wird von den Stammgästen in den Kategorien Ambiente, Essen und Preis-Leistungs-Verhältnis mit je 0 bis 10 Punkten bewertet. Am Ende der Woche gewinnt das Restaurant mit den meisten Punkten eine Auszeichnung und zusammen mit dem Stammgast 1'000 Schweizer Franken.
Üblicherweise findet der Wettbewerb jede Woche in einem neuen Kanton oder einer neuen Region statt. Ziel der Sendung ist es, dem Zuschauer die kulinarischen Möglichkeiten des jeweiligen Gebiets näher zu bringen.

## Special
Neben den regulären Sendungsblöcken zeigt SRF regelmässig Spezial-Ausgaben der Sendung:
- Am 30. Mai 2015 wurde erstmals ein Prominenten-Spezial der Sendung ausgestrahlt. Anders als üblich wurde die Spezialausgabe dem Zuschauer als zweistündige Samstagabendsendung präsentiert. Teilnehmer vom ersten Prominenten-Spezial waren: Der Mundart-Popsänger Marc Trauffer, die Glanz-&-gloria-Moderatorin Nicole Berchtold, der Fussballtrainer und ehemalige Fussballspieler Gilbert Gress und der Kranz-Schwinger Nöldi Forrer.[3]
- Im Dezember 2015 zeigte SRF ein Weihnachtsspezial der Sendung. In dieser Spezialausgabe traten nicht wie üblich fünf, sondern sechs Lokale gegeneinander an. Zum ersten Mal fand der Wettbewerb in zwei Regionen gleichzeitig statt, nämlich in Graubünden und in der Stadt Zürich. Von beiden Regionen kämpften je drei Restaurants um den Wochensieg.[4]
- Das zweite Prominenten-Spezial zeigte SRF am 16. Januar 2016. Teilnehmer waren die Westschweizer Moderatorin Mélanie Freymond, der Skirennfahrer Didier Cuche, der Komiker Sven Furrer und der Sänger Michael von der Heide.[5]
- Im dritten Prominente-Spezial, welches am 17. September 2016 ausgestrahlt wurde, traten die Comedian Stéphanie Berger, die ehemalige Skirennfahrerin Sonja Nef, der Musiker Ritschi und die Moderatorin Christa Rigozzi gegeneinander an. Stéphanie Berger repräsentierte in der Sendung das Restaurant Benacus von Fernsehkoch René Schudel.[6]
- In der Woche vom 27. Februar bis 3. März 2017 strahlte SRF ein Skihütten-Spezial der Sendung aus. Vertreten waren Skihütten aus den Regionen Braunwald, Arosa, Sapün bei Langwies, Fideris und Klosters.[7]
- Teilnehmer des vierten Prominenten-Spezials waren die Schweizer Musiker Kunz und Pepe Lienhard, die Schauspielerin Sabina Schneebeli sowie die Kontorsionistin Nina Burri. Die Sendung wurde am 23. September 2017 ausgestrahlt.[8]

## Trivia
- Vom 19. Juni 2017 bis 23. Juni 2017 wurden zum ersten Mal fünf Restaurants aus dem Ausland porträtiert. Die Sendung gastierte in dieser Woche im an die Schweiz angrenzenden Liechtenstein.[9]
- In der Sendung vom 26. Juni 2017 wirkte die Schweizer Buchautorin und Jetsetterin Vera Dillier mit. Sie präsentierte ihr Stammlokal an der Zinnengasse in der Altstadt von Zürich. Bei der Sendung handelte es sich allerdings nicht um ein Prominenten-Spezial.[10]

## Ausstrahlung und Einschaltquoten
Die Ausstrahlung der 1. Staffel begann am 15. September 2014. Zuletzt lief die 5. Staffel der Sendung. Im Jahr 2014 lag der Laufjahresschnitt an Zuschauern bei 160'000; dies entspricht einem Marktanteil von rund 22,5 %. Im Jahr 2015 steigerte sich der Marktanteil auf 26,2 %, was etwa einem Schnitt von 186'000 Zuschauern entspricht. Im Jahr 2016 stieg der Marktanteil auf 27,6 % und einen Zuschauerschnitt von 202'000. Am 2. Mai 2016 erreichte die Sendung eine Top-Quote von 36,6 %. Mini Beiz, dini Beiz gilt damit als eine der erfolgreichsten SRF-1-Vorabendsendungen der 2010er Jahre.